# Loïc Matile
Loïc Matile, Loïc Henri Marcel Matile, född den 26 juni 1938, död den 10 juni 2000 i Paris, var en fransk entomolog, som var specialiserad på tvåvingar, framförallt smalbensmyggor, slemrörsmyggor, platthornsmyggor, Lygistorrhinidae, svampmyggor och Sciaroidea.
Auktorsnamnet Matile kan användas för Loïc Matile i samband med ett vetenskapligt namn inom zoologin; se Wikipedia-artiklar som länkar till auktorsnamnet.